# Heike Henkel
Heike Henkel (dekliški priimek Redetzky), nemška atletinja, * 5. maj 1964, Kiel, Zahodna Nemčija.
Nastopila je na poletnih olimpijskih igrah v letih 1984, 1988 in 1992, ko je osvojila naslov olimpijske prvakinje v skoku v višino. Na svetovnih prvenstvih je osvojila naslov prvakinje leta 1991, na svetovnih dvoranskih prvenstvih zlato, srebrno in dve bronasti medalji, na evropskih prvenstvih naslov prvakinje leta 1990, na evropskih dvoranskih prvenstvih pa dve zlati in srebrno medaljo. 